# 全国印刷出版産業労働組合総連合会
全国印刷出版産業労働組合総連合会（ぜんこくいんさつしゅっぱんさんぎょうろうどうくみあいそうれんごうかい、略称：全印総連）は、1953年（昭和28年）に結成された。北海道から九州・沖縄までの全国の印刷・出版・新聞・専門紙誌・製本など、印刷出版関連産業のすべての業種でつくられた日本の労働組合である。企業単位の労働組合のみならず、正社員以外のパートや派遣労働者でも加入できる。全国労働組合総連合（全労連）に加盟している。

## 概要
全国印刷出版産業労働組合総連合会は1953年に結成された。戦後まもない1946年に結成された全日本印刷出版労働組合が前身で、現存する印刷出版関連産業の労働組合の中では一番早く作られた労働組合である。印刷・出版・新聞・専門紙誌・製本など、印刷出版関連産業のすべての業種に組織があり、北海道から沖縄まで全国に組織を持つ産業別の労働組合です。約110組合4600人で構成されている。

## 主要加盟組織
- 札幌地方連合会（札幌地連）
- 秋田県印刷産業労働組合
- 東京地方連合会（東京地連）
- 愛知地方連合会（愛知地連）
- 京都地方連合会（京都地連）
- 大阪地方連合会（大阪地連）
- 岡山印刷一般労働組合
- 福岡地方連合会（福岡地連）
- 沖縄印刷労働組合（沖縄印労）